# 今东光
今东光（日语：／ Kon Tōkō，1898年3月26日—1977年9月19日），是日本小说家、政治家，是天台宗僧正，还是中尊寺住持，曾担任参议院议员。